# Alonso de Escobar
Alonso de Escobar, apodado «el Regidor», o bien «el Hijo» (Asunción, entre enero y febrero de 1545-Buenos Aires, finales de 1613) era un militar, encomendero y funcionario colonial hispano-criollo que fuera uno de los 63 vecinos fundadores que acompañó al gobernador Juan de Garay en la expedición que partió de la ciudad de Asunción que erigió la segunda ciudad de Buenos Aires en 1580, y fuera designado en el Cabildo de Buenos Aires con el cargo de regidor, junto a otros cinco. Era hijo del sargento mayor Alonso de Escobar «el Conquistador» y sobrino paterno de Ñuflo de Chaves, gobernador de la provincia de Santa Cruz de la Sierra desde 1560 hasta 1568.

## Biografía hasta la llegada de la expedición de Mencía Calderón

### Origen familiar y primeros años
Alonso de Escobar había nacido entre los meses de enero y febrero de 1545 en la ciudad de Asunción, capital de la gobernación del Río de la Plata y del Paraguay, que a su vez era una entidad autónoma del Virreinato del Perú.
Su padre era el homónimo sargento mayor hispano-extremeño Alonso de Escobar «el Conquistador» (n. ca. 1515 - f. ca. 1556), que figuraba como uno de los expedicionarios del adelantado Pedro de Mendoza, y luego de su fallecimiento, lo fue del capitán Juan de Salazar y Espinosa, que fundó la ciudad de Asunción en 1537, convirtiéndose Escobar en vecino fundador de ambas urbes rioplatenses.
Su tío paterno Ñuflo de Chaves (n. 1518) vino con la expedición del sucesivo adelantado Álvar Núñez Cabeza de Vaca con quien arribó a la isla de Santa Catalina en enero de 1541, que en ese entonces era parte del Imperio español, y durante el viaje por tierra a lo largo de casi cinco meses desde dicha isla al río Paraguay, el adelantado descubrió y describió las cataratas del Iguazú, un río afluente del Paraná, y de esta forma llegaron a la ciudad de Asunción en 1542, en donde Ñuflo se encontró con su hermano Alonso de Escobar «el Padre», y poco después fue enviado a explorar el curso superior del Paraguay.

### Destierro del padre a España
Mientras tanto, luego de la revuelta de los descontentos de Asunción del Paraguay, estos apresaron al adelantado y antes de ser desterrado a Europa nombró a Salazar como su lugarteniente el 26 de abril, pero poco después este y cien de sus hombres, junto a Alonso de Escobar, también fueron desterrados a España por orden del nuevo gobernador Domingo Martínez de Irala en mayo de 1544. La madre de nombre desconocido habría quedado embarazada antes de la partida del padre.

### Padre e hijo homónimos se conocen y viaje a Europa
Posteriormente Escobar «el Padre», Salazar y sus hombres regresaron al Río de la Plata en 1547, cuando Alonso de Escobar «el Hijo» tenía unos dos años de edad, y volvieron a Europa para comandar junto a Mencía Calderón «la Adelantada» a un grupo de mujeres hidalgas que iban a la América española con el objetivo de casarse con los colonizadores rioplatenses y originar así la aristocracia colonial, por lo que zarparon de Sevilla en 1550, pero durante el viaje sufrieron un ataque de filibusteros franceses en las costas del África Occidental.
Una vez liberados de los franceses, embarcaron hacia Sudamérica española y debieron hacer escala en la villa portuguesa de San Vicente del Gobierno General del Brasil, y posteriormente, arribaron a la isla de Santa Catalina en 1551 y sobre la costa atlántica continental el hidalgo extremeño Fernando de Trejo y Carvajal fundó la villa española de San Francisco de Mbiaza en 1553 y en donde se casó con María de Sanabria Calderón, lo que le daría el título de alguacil mayor de la gobernación.
Pero dicha villa debió ser abandonada debido a una nueva amenaza francesa a mediados de 1555, y de esta forma se dirigieron vía terrestre hacia Asunción, adonde llegaron en abril de 1556, cuando Alonso de Escobar «el Hijo» tenía unos once años de edad y se estaba criando con Juan de Salazar «el Hijo», homónimo a su padre el fundador de Asunción.

## Vecino fundador, regidor del Cabildo de Buenos Aires y deceso

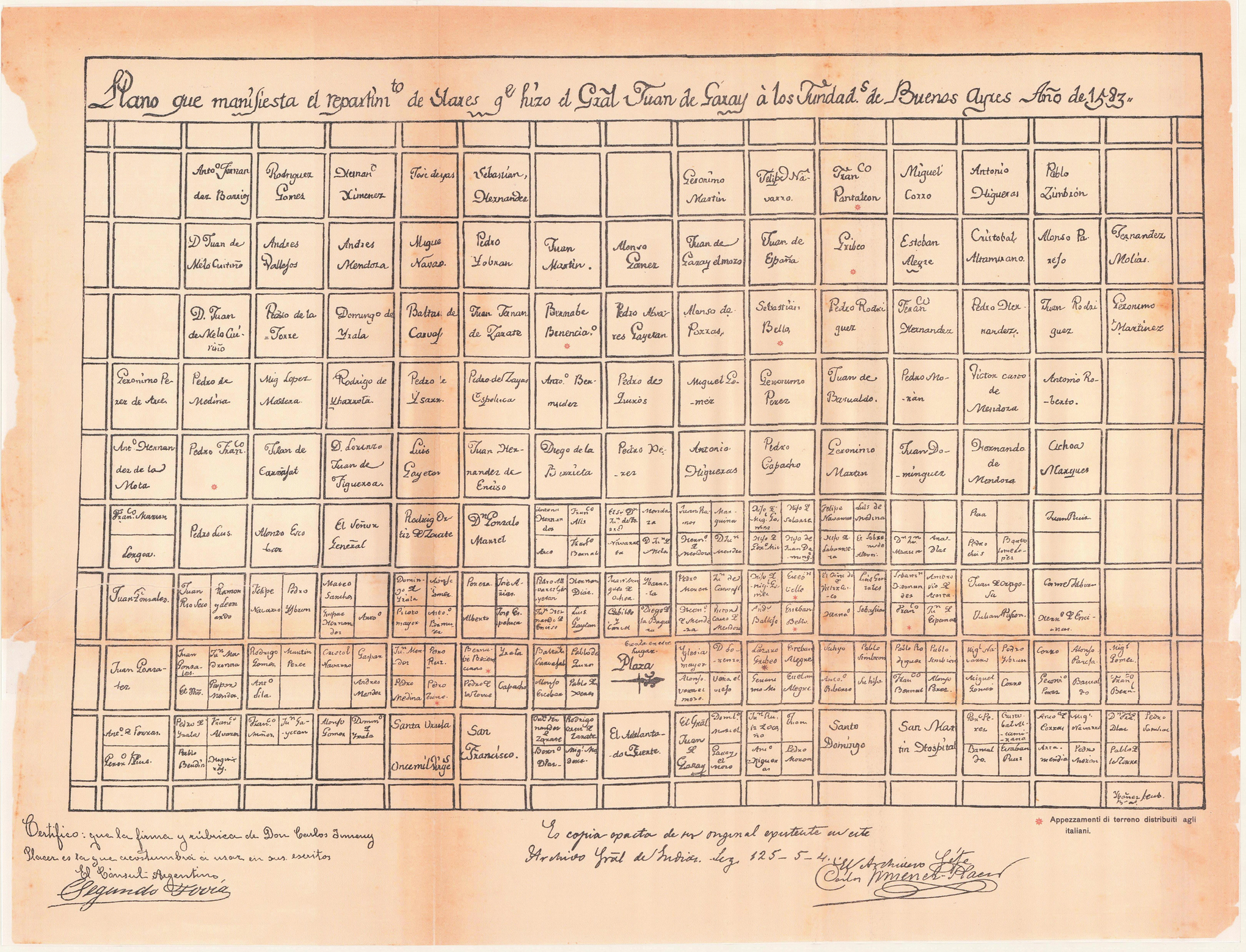
La ciudad de Buenos Aires con la Manzana (en centro-izquierda del plano) y la parcela (en el centro del plano, en lado opuesto de la manzana izquierda de la plaza Mayor) de Alonso de Escobar, realizada (según Leyes de Indias de 1580) por el gobernador Juan de Garay en 1583.

### Nombramiento de los primeros cabildantes
El joven De Escobar, siguiendo el ejemplo de su padre, acompañó al gobernador Juan de Garay en la expedición que culminó con la segunda fundación de la ciudad de Buenos Aires el 11 de junio de 1580, siendo uno de los sesenta y tres vecinos fundadores de la nueva urbe, entre los cuales estaba incluido Miguel Gómez de la Puerta y Saravia, y Escobar recibió una Manzana o quinta en la zona sudoeste —entre las actuales calles Perú, Chile, Chacabuco y México— y una parcela o solar en la zona central de lado opuesto de la manzana meridional a la plaza Mayor (en la esquina de las actuales calles Defensa y Alsina).
Garay nombró en el mismo año citado a los españoles Rodrigo Ortiz de Zárate para gobernar la ciudad con el cargo de alcalde de primer voto del nuevo Cabildo de Buenos Aires —hasta 1581, porque en este año fue nombrado como primer teniente de gobernador de Buenos Aires hasta marzo de 1583— y de segundo voto a Gonzalo Martel de Guzmán, además de seis regidores, siendo asignado Alonso de Escobar como uno de ellos.
Los otros cinco regidores, que eran más o menos de la misma edad que Alonso, fueron los otros dos hispano-criollos Diego de Olavarrieta y Luis Álvarez Gaytán, el español Rodrigo de Ibarrola que en octubre misteriosamente fuera substituido por el alguacil mayor Hernando de Mendoza, y dos peninsulares más que se llamaban Pedro de Quirós y Antonio Bermúdez.

Antiguo escudo de la ciudad de Buenos Aires que actualmente forma parte de su bandera.

También se le diseñó a la nueva ciudad el escudo de armas: cuadrado blanco con águila negra coronada, con las alas totalmente desplegadas, sosteniendo la cruz roja de Calatrava en su pata derecha, y se realizó repartimiento de encomiendas a los pobladores, incluso a Escobar. En el año 1582 Garay le concedió al regidor Alonso terrenos a ambas orillas de una cañada que habían sido expropiados a Pedro de Savas y Espeluca, lugar en el cual se iría formando un caserío y que posteriormente se los conocerían con su apellido como arroyo y Cañada o Isla de Escobar (actual Belén de Escobar).
Hacia 1590 fueron llegando a Buenos Aires nuevos pobladores que se les iba adjudicando terrenos, como en el caso del siciliano Juan Domínguez Palermo quien terminara por enlazarse con Isabel Gómez de Saravia, una hija del ya citado Miguel —del cual heredaría los pagos o mercedes del reparto que hiciera Garay— para concebir a Juana Gómez de Saravia.

### Nuevos vecinos ilustres de la incipiente ciudad

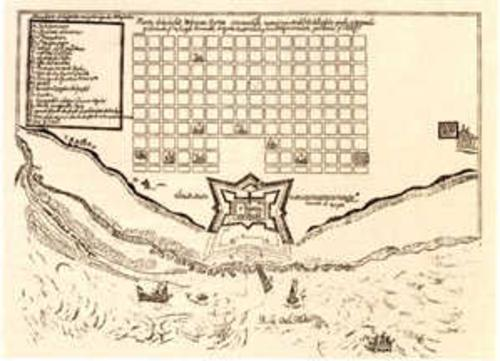
La ciudad y fuerte de Buenos Aires (plano de 1708, por José Bermúdez).

A principios de 1591, el general Escobar tuvo unos nuevos vecinos ilustres en la ciudad de Buenos Aires, a quienes se les había adjudicado dos manzanas a mediados de 1581, eran el capitán Juan de Melo Coutiño (Vila Velha, Espíritu Santo del Brasil, 1571 - Buenos Aires, 1601) —un hijo del segundo gobernador donatario portugués Vasco Fernandes Coutinho «el Hijo»— y Juana de Holguín Ulloa (Villa de la Plata, 1561-Buenos Aires, 1628), una nieta de Pedro Álvarez Holguín quien también fuera conocido como «Perálvarez».
Estos se habían unido en matrimonio el 7 de mayo de 1590 en la villa de La Plata de la provincia de Charcas y mudaron su residencia a la gobernación del Río de la Plata y del Paraguay en donde tuvieron, entre otros hijos, a Francisco de Melo-Coutiño Holguín quien se uniera en matrimonio con Juana Gómez de Saravia, hija del ya citado Juan Domínguez Palermo (f. 1635) el cual había comprado una chacra lindera a otra de su propiedad que heredó a su viuda María Isabel (f. 1660), y que con el tiempo fueran conocidas como «Tierras de Palermo» (actualmente es un barrio porteño).

### Fallecimiento
Junto a su hija Antonia de Escobar fueron padrinos de bautizo el 8 de junio de 1613 de Melchor Rodríguez Escobar, un hijo de Bartolomé Rodríguez y de María de Escobar.
Finalmente el general Alonso de Escobar fallecería en la ciudad de Buenos Aires, de la entonces gobernación del Río de la Plata y del Paraguay que formaba parte del Virreinato del Perú, muy probablemente a finales de 1613.

## Matrimonios y descendencia
El general Alonso de Escobar se había unido dos veces en matrimonio y tuvo por lo menos cinco hijas y un hijo en Asunción del primer enlace y posteriormente del segundo solo tuvo en Buenos Aires a una hija:
1) - En primeras nupcias hacia 1569 en Asunción del Paraguay con la muy joven Inés Suárez de Toledo (Asunción, ca. 1556 - f. ca. 1578), la hermana del primer gobernante hispano-criollo Hernando Arias de Saavedra, más conocido como "Hernandarias" e hijos de Martín Suárez de Toledo, gobernador interino del Río de la Plata y del Paraguay desde 1572 hasta 1574, y de María de Sanabria Calderón, la cual fuera viuda de su primer esposo Fernando de Trejo Carvajal (Plasencia, ca. 1520 - Asunción, e/ febrero y abril de 1558), y por lo tanto, Inés era hermana uterina de fray Hernando de Trejo y Sanabria, segundo obispo de Córdoba del Tucumán de 1594 a 1614.
Alonso de Escobar e Inés Suárez de Toledo tuvieron, entre otros más, a seis hijos documentados:
- Margarita de Escobar y Toledo Saavedra[31][32][37][38][39] (Asunción,[38] ca. 1569 - f. e/ 26 de julio y diciembre de 1641)[38] que se casó también a muy temprana edad en Asunción[31] en 1583[31] con el capitán[32] español Francisco Muñoz Bejarano "el Mozo"[31][32][38][39][40][41] (Escurial,[38] Tierra de Trujillo,[39][2] 1555 - f. e/ 17 de agosto y diciembre de 1636)[32] quien fuera encomendero[32] desde 1589, alcalde de primer voto de Buenos Aires en 1603[41] e hijo de Francisco Muñoz Bejarano "el Viejo"[42] (Trujillo,[42] ca. 1550 - Buenos Aires, 1598 o 1599),[42] regidor de Buenos Aires en 1589[42] y procurador general en 1592.[42] Fruto de esta unión nacerían por lo menos la menor Petronila Muñoz de Escobar[39] (n. Buenos Aires, e/ febrero y el 3 de junio de 1604)[39] y la primogénita Juana de Escobar Bejarano[43] (n. ib., ca. 1591) quien también a temprana edad se uniría en matrimonio en Buenos Aires el 24 de abril de 1606 con el alcalde hispano-extremeño Antonio Gutiérrez de Barragán[43] (n. Trujillo, 1560), futuros padres de Juan Gutiérrez Barragán[38][44] (Buenos Aires, e/enero y agosto de 1611 - ib., antes de 1652) y de Margarita de Escobar Barragán[38] (n. ca. 1613).[45]

- Tomás de Escobar[31][46] (n. ib., ca. 1570) a quien Hernandarias lo trata como sobrino en un poder que le confiere.[47] Tuvo un hijo natural[46] con Mariana,[46] una aborigen del servicio de su cuñado Bartolomé Rodríguez,[29][40][46] y al que llamó Juan de Escobar[46] (n. Buenos Aires,[46] e/ abril y julio de 1609)[46] que fue bautizado el 22 de julio del año y en la ciudad de nacimiento.[46]

- Beatriz de Escobar y Suárez de Toledo[31][48] (n. ib., ca. 1571) que se casó en 1595[49] con el capitán Felipe Navarro,[48][50] alcalde de segundo voto en el Cabildo de Buenos Aires en 1601[48] y maestre de campo hacia 1609,[46] quienes por lo menos tuvieron un hijo llamado Silverio Navarro de Escobar[46] (n. Buenos Aires,[46] e/ marzo y junio de 1609)[46] que bautizaron el 20 de junio del año y ciudad de nacimiento,[46] cuyos padrinos fueron su tío materno Tomás y la prima Juana de Escobar Bejarano.[46] Finalmente Beatriz en su testamento confirmó su filiación.[31]

- Ana de Escobar[51] (n. ib., ca. 1573) que se casó con Antonio de Sosa[51] para concebir una hija que llamaron Antonia de Sosa y Escobar,[51] quien fuera bautizada el 11 de marzo[51] de 1601,[51] y cuyos padrinos fueran la tía Beatriz de Escobar[51] y su esposo, el alcalde[51] Felipe Navarro.[51]

- María de Escobar[29][40] (n. ib., ca. 1575) que se casó el 14 de abril[40] de 1608[40] con Bartolomé Rodríguez,[29][40] y fueron sus padrinos su hermana Margarita de Escobar[40] y Antonio Fernández Barrios,[40] para concebir hacia junio de 1613[29] a Melchor Rodríguez Escobar.[29]

- Antonia de Escobar[29][30] (n. ib., ca. 1577) que se casó hacia 1597 con Diego Pérez Moreno[30] y con quien concibió por lo menos al homónimo Diego Pérez Moreno.[30] Antonia fue madrina el 8 de junio de 1613,[29] junto a su padre,[29] de su sobrino Melchor antes citado.[29]

2) - En segundas nupcias se enlazó hacia 1579 con María de Cerezo (n. Asunción, ca. 1560), la cual se quedó con sus hijastros cuando Alonso pasó al Río de la Plata con Garay, y recién se avecindó en la nueva ciudad de Buenos Aires en el año 1590.
Fruto de esta unión entre Alonso de Escobar y María de Cerezo tuvieron por lo menos a una sola hija:
- María de Cerezo Escobar[43][52] (n. Buenos Aires, ca. 1593) que se casó en Buenos Aires[43] el 10 de mayo[43] de 1613[43] con Francisco Rodríguez Noble[43][50] (n. Extremadura,[50] ca. 1583), quien había hecho un recibo de dote fechado el pasado 13 de febrero del mismo año.[50] Fueron padrinos de este matrimonio, su sobrina Juana de Escobar Bejarano[43] (n. ca. 1591) y su marido Antonio Gutiérrez de Barragán,[43] ya citados.

## Homenajes
Una calle de la ciudad de Buenos Aires y otra de Badajoz (en España) llevan ese nombre en su homenaje.
Una estación ubicada en la provincia de Buenos Aires, llamada Escobar, y la ciudad de Belén de Escobar que está conformada alrededor de la misma, junto con el Partido de Escobar, también lo homenajean.

## Nombrado en obras literarias
- Misteriosa Buenos Aires (de Manuel Mujica Lainez "Manucho"): Alonso de Escobar es nombrado en el cuento IV "La fundadora (1580)", junto a Gonzalo Martel de Guzmán y Rodrigo Ortiz de Zárate, caracterizándolos como las voces patricias que debatían el formato del escudo de la nueva ciudad, además de la protagonista de la historia llamada Ana Díaz, la única vecina fundadora de Buenos Aires.